# Mathilde Bonaparte

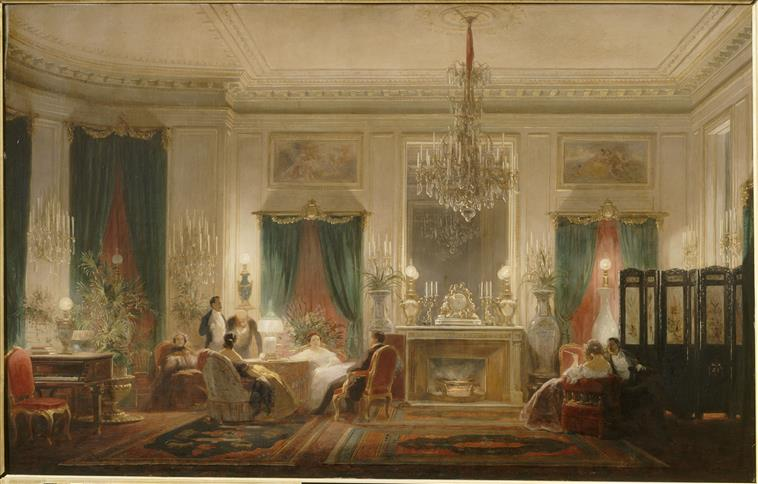
Salon Princesse Mathilde - Rue de Courcelles

Mathilde Laetitia Wilhelmine Bonaparte, född 27 maj 1820 i Trieste, död 2 januari 1904 i Paris, var en fransk prinsessa och salongsvärd. Hon var dotter till Jérôme Bonaparte och Katharina av Württemberg, brorsdotter till Napoleon I och kusin till kejsar Napoleon III av Frankrike.

## Biografi
Född och uppvuxen i Italien, Rom och Florens blev Mathilde 1835 förlovad av sin far med sin kusin, den framtida Napoleon III. Förlovningen ogillades dock av hennes tilltänkte svärfar av ekonomiska skäl, och även av hennes morbror som hennes far var ekonomiskt beroende av. Efter att fästmannen fängslats i Ham 1840 bröts förlovningen, och samma år gifte hon sig i stället med den förmögne ryske fursten Anatolij Demidov. Denne hade innan giftermålet, på hennes fars begäran, av storhertigen Leopold fått titeln prins av Toscana för att motsvara Mathildes status som prinsessa. Titeln erkändes aldrig av Ryssland. De fick inga barn.
Deras förhållande blev ganska snart olyckligt. Anatolij krävde att få fortsätta sitt förhållande med Valentine de St Aldegonde, och Mathilde rymde 1846 med Anatoles juveler och sin älskare Émilien de Nieuwerkerke till Paris. Demidov dömdes av separationsdomstolen att betala underhåll, vilket han motsatte sig, och Mathilde och hennes nära författarvänner använde bland annat media som forum för konflikten. Paret fick 1847 tillstånd av den ryske tsaren att separera.

### Andra kejsardömet
I Paris blev hon efter kusinens upphöjelse till kejsar Napoleon III år 1852 hans officiella värdinna i Elyséepalatset, eftersom han till att börja med var ogift. Efter hans giftermål med Eugénie de Montijo blev hon istället värdinna för en litterär salong på Rue de Courcelles som blev en samlingspunkt för samtidens konstnärer i Paris. Bland hennes gäster fanns Paul Bourget, Bröderna Goncourt, Gustave Flaubert och Turgenjev; Théophile Gautier blev 1868 hennes bibliotekarie. 
Under andra kejsardömet deltog hon i representationen; hon och hennes far var till skillnad från övriga släktingar nästan alltid närvarande vid kejsarbalerna i Tuilerierna. Hon tillhörde också tillsammans med sin svägerska prinsessan Clothilde den lilla krets som kejsarinnan Eugenie regelbundet brukade bjuda in till sina privata rum och hon var också ofta närvarande i kejsarparets privatliv. Eugenie betraktade henne som en vän, men i praktiken ska hon enligt bröderna Goncourts och baron Viel-Castels levnadsteckningar ofta ha fört vidare negativ kritik om henne.
Mathilde Bonaparte var själv konstnär och ställde ut sina verk ett flertal gånger.

### Senare liv
Vid andra kejsardömets fall 1870 vistades hon tillfälligt i Belgien, men återvände snart och öppnade återigen sin salong, som fortsatte att upprätthålla sin ställning även under tredje republiken. Sedan alla medlemmar av Frankrikes tidigare dynastier hade förvisats år 1886, var hon den enda medlem av familjen Bonaparte som fanns kvar i Frankrike.